# Geoffrey Galatà
Geoffrey Galatà (Amsterdam, 6 maart 1984) is een Nederlandse voormalig voetballer die als verdediger speelde.

## Biografie
Galatà begon met voetballen in zijn geboorteplaats Amsterdam voor de clubs Blauw Wit en AFC. Na verloop van tijd kwam hij in de jeugdopleiding van Ajax terecht. Zijn profcarrière begon bij Stormvogels Telstar. Hij debuteerde er in het seizoen 2003/04. In de zomer van 2008 liep zijn contract bij Telstar af en vertrok hij transfervrij naar TOP Oss, waar hij op amateurbasis begon. Op 17 november 2008 sloot Galatà een profcontract af tot medio 2009, drie dagen nadat hij uit tegen AGOVV Apeldoorn scoorde met een omhaal. In 2011 ging hij naar Sparta Nijkerk en een jaar later naar k.v.v. Quick Boys. Van 2013 tot 2016 speelde hij voor AFC.

### Statistieken
| 2003/04 | Stormvogels Telstar | Nederland | Eerste divisie   | 7  | 0 |  |         |         |         |     |   |
| 2004/05 | Stormvogels Telstar | Nederland | Eerste divisie   | 29 | 1 |  |         |         |         |     |   |
| 2005/06 | Stormvogels Telstar | Nederland | Eerste divisie   | 31 | 1 |  |         |         |         |     |   |
| 2006/07 | Stormvogels Telstar | Nederland | Eerste divisie   | 33 | 1 |  |         |         |         |     |   |
| 2007/08 | Stormvogels Telstar | Nederland | Eerste divisie   | 11 | 0 |  |         |         |         |     |   |
| 2008/09 | TOP Oss             | Nederland | Eerste divisie   | 30 | 3 |  |         |         |         |     |   |
| 2009/10 | FC Oss              | Nederland | Eerste divisie   | 12 | 0 |  |         |         |         |     |   |
| 2010/11 | FC Oss              | Nederland | Zondag Topklasse | 28 | 1 |  |         |         |         |     |   |
| 2013/16 | AFC Amsterdam       | Nederland | Zondag Topklasse | 0  | 0 |  | totaal: | totaal: | totaal: | 180 | 7 |